# Ribordone
Ribordone – miejscowość i gmina we Włoszech, w regionie Piemont, w prowincji Turyn.
Według danych na rok 2004 gminę zamieszkiwały 84 osoby, 1,9 os./km².